# لینا لنزبرگ
لینا لنزبرگ (انگلیسی: Lina Länsberg؛ زادهٔ ۱۳ مارس ۱۹۸۲) ورزشکار هنرهای رزمی ترکیبی اهل سوئد است.